# Wapen van Lanaken

Het huidige (tweede) wapen van Lanaken

Het wapen van Lanaken werd op 8 december 1990 aan de Belgisch Limburgse gemeente Lanaken toegekend. De gemeente ontstond uit de gemeenten Gellik, Neerharen, Rekem en Veldwezelt. De gemeente gebruikt het wapen eveneens als logo, hiervoor wordt de tekst gemeente lanaken onderaan het wapen toegevoegd.
Het wapen uit 1990 verving het eerdere wapen dat op 24 mei 1960 aan de toenmalige gemeente Lanaken was toegekend.

## Blazoenering

### Eerste wapen
De blazoenering van het eerste wapen luidt als volgt:
Gevierendeeld: 1 en 4 van goud met vier palen van keel, wat de Merode is; 2 en 3 van keel bezaaid met blokjes van zilver, met een leeuw van dezelfde kleur over alles heen. Het schild getopt met een kroon met drie fleurons gescheiden door twee groepen van drie parels hoog. het geheel geplaatst voor een H. Ursula, rechtstaande, naar voren gekeerd, van vleeskleur, gekroond met een kroon met drie fleurons van goud, in gouden kleding, beschermend met haar mantel wijd open zes maagden, rechtstaande, naar voren gekeerd, van vleeskleur, met kledingen van keel, drie aan ieder zijde.

### Tweede wapen
De blazoenering van het wapen luidt als volgt:
Gevierendeeld 1. in keel een kruis van goud 2. in zilver drie links uitkomende wolfstanden van sabel 3. in goud een schuingeplaatste pijl van keel 4. in goud vier dwarsbalken van keel; hartschild: in keel bezaaid met blokjes van zilver, een leeuw van hetzelfde.
Het wapen bestaat uit vier kwartieren: 1 is rood met daarop een goud kruis; 2 is zilver met daarop drie zwarte wolfstanden, deze komen uit de rand van het schild; 3 is van goud met daarop een pijl geplaatst met de punt naar heraldisch rechtsboven en de veren naar heraldisch linksonder; 4 is van goud met daarop een vier rode dwarsbalken. Over alles heen een rood hartschild met daarop een zilveren leeuw en zilveren blokjes.
Niet genoemd, omdat het nooit officieel goedgekeurd is:
- De oude Franse markiezenkroon op het schild
- De schildhouders: de heilige Ursula met zes maagden.

## Symboliek
Elk kwartier staat voor een deelgemeente van de gemeente Lanaken.
1. Uit het wapen van Rekem komt het gouden kruis in keel, dat teruggaat op het wapen van de familie d'Aspremont Lynden, die over dit gebied heerste.
2. Neerharen gebruikte het wapen van de abdis van de abdij van Hocht Marie-Ursule de Minckwitz
3. De pijl is afkomstig van het wapen van de familie de Heusch. De gemeente Gellik heeft dit wapen later overgenomen.
4. De dwarsbalken zijn afkomstig van de schepenbank van Veldwezelt, op zijn beurt is dat wapen afgeleid van het wapen van het Graafschap Loon.
5. De plaats Lanaken heeft het hartschild gekregen. Dit wapen is afkomstig van de familie Pietersem of Pietersheim, van de rijksheerlijkheid Pietersheim.

## Vergelijkbare wapens

Wapen van de familie d'Aspremont Lynden, hier komt het eerste kwartier vandaan.
Wapen van de familie Minckwitz, hier komt het tweede kwartier vandaan.
Wapen van de familie de Heusch, hier komt het derde kwartier vandaan.
Het wapen van Loon, hier komt het vierde kwartier vandaan.
Wapen van Pietersheim voor 1405 (Wapenboek Beyeren), de leeuw komt in gewijzigde vorm voor als hartschild van het Wapen van Lanaken.